# Jakob Schubert
Jakob Schubert (* 31. prosince 1990 v Innsbrucku, Rakousko) je rakouský reprezentant a závodník ve sportovním lezení, dvojnásobný olympijský medailista a jeden z nejlepších lezců historie.
V letech 2006–2008 vyhrál Evropský pohár juniorů a v letech 2007–2009 také třikrát Mistrovství světa juniorů.
Roku 2012 získal titul mistra světa v lezení na obtížnost, roku 2018 pak znovu a navíc ještě i v kombinaci. Roku 2012 vyhrál také duel v prestižním závodě Rock Master v italském Arcu. Několikrát vyhrál Světový pohár v lezení na obtížnost a v kombinaci. Na mistrovství Evropy získal bronz v lezení na obtížnost i v boulderingu. 
Okrajově se věnoval také lezení na rychlost, zejména na ME 2013, 2015 a před nimi, a dále na MS 2018 po uvedení lezecké trojkombinace (rychlost, boulder, obtížnost) na program LOH 2020. Na těchto hrách, konaných nakonec až roku 2021, získal bronzovou medaili díky vítězství v disciplíně obtížnosti. Na následujících LOH 2024 v Paříži, kde již bylo rychlostní lezení oddělenou disciplínou, Schubert třetí místo v lezecké kombinaci obhájil, opět hlavně díky skvělému výkonu v obtížnosti.
Závodům ve sportovním lezení se věnuje také jeho mladší sestra Hannah Schubert, která několikrát zvítězila na Mistrovství světa juniorů a na mistrovství světa se dostala do finále.

## Výkony a ocenění
- tři nominace mezi užší kandidáty na mezinárodní prestižní ocenění La Sportiva Competition Award v letech 2012, 2013 a 2015[2]
- v letech 2008–2018 nepřetržitá nominace na prestižní závody Arco Rock Master, kde získal deset medailí v lezení na obtížnost a duelu (1/5/4).
- 2016: třetí nominace na Světové hry, konané jednou za čtyři roky
- 2018: podruhé mistr světa v lezení na obtížnost, první mistr světa v kombinaci
- 2021: bronzová medaile v olympijské kombinaci ve sportovním lezení
- 2024: bronzová medaile v olympijské kombinaci ve sportovním lezení

### Závodní výsledky
| Světové hry | Světové hry | Světové hry | Světové hry                 |
| Rok         | 2009        | 2013        | 2017                        |
| ----------- | ----------- | ----------- | --------------------------- |
| Obtížnost   | 4           | 2           | dvojitá nominace bez účasti |

| Arco Rock Master | Arco Rock Master | Arco Rock Master | Arco Rock Master | Arco Rock Master | Arco Rock Master | Arco Rock Master | Arco Rock Master | Arco Rock Master | Arco Rock Master | Arco Rock Master | Arco Rock Master |
| Rok              | 2008             | 2009             | 2010             | 2011             | 2012             | 2013             | 2014             | 2015             | 2016             | 2017             | 2018             |
| ---------------- | ---------------- | ---------------- | ---------------- | ---------------- | ---------------- | ---------------- | ---------------- | ---------------- | ---------------- | ---------------- | ---------------- |
| Obtížnost        | 4                | 5                | 2                | MS               | 2                | 2                | 4                | MSJ              | SP 2.            | SP 1.            | SP               |
| Duel             | nezávodilo se    | nezávodilo se    | 3                | 3                | 1                | 5                | 2                | 5                | 2                | 3                | 3                |

| Mistrovství světa | Mistrovství světa | Mistrovství světa | Mistrovství světa | Mistrovství světa | Mistrovství světa | Mistrovství světa |
| Rok               | 2009              | 2011              | 2012              | 2014              | 2016              | 2018              |
| ----------------- | ----------------- | ----------------- | ----------------- | ----------------- | ----------------- | ----------------- |
| Obtížnost         | 26                | 2                 | 1                 | 5                 | 2                 | 1                 |
| Rychlost          | —                 | —                 | —                 | —                 | —                 | 110-125           |
| Bouldering        | —                 | —                 | —                 | —                 | —                 | 10                |
| Kombinace         | —                 | —                 | —                 | —                 | —                 | 1                 |

| Světový pohár          | Světový pohár      | Světový pohár     | Světový pohár    | Světový pohár   | Světový pohár       | Světový pohár           | Světový pohár        | Světový pohár       | Světový pohár     | Světový pohár     | Světový pohár         | Světový pohár              |
| Rok                    | 2007               | 2008              | 2009             | 2010            | 2011                | 2012                    | 2013                 | 2014                | 2015              | 2016              | 2017                  | 2018                       |
| ---------------------- | ------------------ | ----------------- | ---------------- | --------------- | ------------------- | ----------------------- | -------------------- | ------------------- | ----------------- | ----------------- | --------------------- | -------------------------- |
| Obtížnost              | 26                 | 7                 | 4                | 2               | 1                   | 3                       | 2                    | 1                   | 3                 | 2                 | 6                     | 1                          |
| jednotlivě* (18/17/13) | 4,-, -,-, -,-,-, - | 5,9, · 7,36, · 8, | , · 12,7, · 6,11 | , · ,6, · ,8    | , · 5,, · , · , · , | , · 6,4, · ,-, · , · 11 | ,4, · ,4, · , · ,23  | 5,4, · 17,, · , · , | ,5, · ,4, · , · 6 | , · , · 8,6, ·    | ,-, · -,, · ,-, · -,- | 16,, · , · 4,, ·           |
|                        |                    |                   |                  |                 |                     |                         |                      |                     |                   |                   |                       |                            |
| Rychlost               | —                  | —                 | —                | —               | —                   | 43                      | 59-62                | —                   | 0                 | —                 | —                     | 59-60                      |
| jednotlivě*            | —                  | —                 | —                | —               | —                   | 19,-,-, -,-,-           | -,-,24, -,-,-,-      | —                   | -,38, -,-,-       | —                 | —                     | 27,-, 53,-, 50,-,50        |
|                        |                    |                   |                  |                 |                     |                         |                      |                     |                   |                   |                       |                            |
| Bouldering             | —                  | 0                 | 60               | 65-70           | 19                  | 3                       | 2                    | —                   | 25                | 23-24             | 10                    | 9-10                       |
| jednotlivě* (2/2/3)    | —                  | -,-,-,-, -,-,34   | -,-,-, 21,-      | -,-,-,-, -,-,23 | -,-,-,-,-, · -,9,-, | ,5,4, · 23,6,           | 10,9,, · 7,9,, · 13, | —                   | -,-,-, 10,13      | 14,-, 22,-, -,-,5 | 9,5,-, 5,-,8, 23-24   | ,-,-, · 12-13,4, · 25-27,4 |
|                        |                    |                   |                  |                 |                     |                         |                      |                     |                   |                   |                       |                            |
| Kombinace              | —                  | —                 | 4                | 2               | 1                   | 1                       | 1                    | —                   | 4                 | 2                 | 6                     | 1                          |

* poznámka: nalevo jsou poslední závody v roce
| Zimní armádní světové hry | Zimní armádní světové hry | Zimní armádní světové hry |
| Rok                       | 2013                      | 2017                      |
| ------------------------- | ------------------------- | ------------------------- |
| Obtížnost                 | —                         | 1                         |
| Rychlost nestandardní     | —                         | 2                         |
| Bouldering                | 1                         | —                         |

| Mistrovství Evropy | Mistrovství Evropy | Mistrovství Evropy | Mistrovství Evropy | Mistrovství Evropy | Mistrovství Evropy |
| Rok                | 2008               | 2010               | 2013               | 2015               | 2017               |
| ------------------ | ------------------ | ------------------ | ------------------ | ------------------ | ------------------ |
| Obtížnost          | 6-7                | 3                  | 7                  | 6                  | 3                  |
| Rychlost           | —                  | —                  | 35                 | 27                 | 31-32              |
| Bouldering         | —                  | —                  | 3                  | 4                  | 5                  |

| Mistrovství Rakouska | Mistrovství Rakouska | Mistrovství Rakouska | Mistrovství Rakouska | Mistrovství Rakouska | Mistrovství Rakouska | Mistrovství Rakouska | Mistrovství Rakouska | Mistrovství Rakouska |
| Rok                  | 2009                 | 2010                 | 2011                 | 2012                 | 2013                 | 2014                 | 2016                 | 2017                 |
| -------------------- | -------------------- | -------------------- | -------------------- | -------------------- | -------------------- | -------------------- | -------------------- | -------------------- |
| Obtížnost            | 2                    |                      | 1                    | 1                    | 1                    | 1                    | 1                    | 1                    |
| Bouldering           | 3                    | 2                    |                      |                      | 2                    | 2                    |                      |                      |
| Kombinace            | nezávodilo se        | nezávodilo se        | nezávodilo se        | nezávodilo se        | nezávodilo se        | nezávodilo se        | nezávodilo se        | 1                    |

| Mistrovství světa juniorů | Mistrovství světa juniorů | Mistrovství světa juniorů | Mistrovství světa juniorů | Mistrovství světa juniorů | Mistrovství světa juniorů | Mistrovství světa juniorů |
| Rok                       | 2004 Kat. B               | 2005 Kat. B               | 2006 Kat. A               | 2007 Kat. A               | 2008 Junioři              | 2009 Junioři              |
| ------------------------- | ------------------------- | ------------------------- | ------------------------- | ------------------------- | ------------------------- | ------------------------- |
| Obtížnost                 | 33                        | 2                         | 2                         | 1                         | 1                         | 1                         |

- Mistrovství Evropy juniorů se konalo až od roku 2012.

| Evropský pohár juniorů | Evropský pohár juniorů | Evropský pohár juniorů | Evropský pohár juniorů | Evropský pohár juniorů | Evropský pohár juniorů | Evropský pohár juniorů |
| Rok                    | 2004 Kat. B            | 2005 Kat. B            | 2006 Kat. A            | 2007 Kat. A            | 2008 Junioři           | 2009 Junioři           |
| ---------------------- | ---------------------- | ---------------------- | ---------------------- | ---------------------- | ---------------------- | ---------------------- |
| Obtížnost              | 14                     | 11                     | 1                      | 1                      | 1                      | 4                      |
| jednotlivě* (13/2/2)   | ,-16,-                 | ,13,10,-,-             | ,                      | 6,,,4,                 | ,,-,,                  | ,-,-,-,                |

* poznámka: nalevo jsou poslední závody v roce